# 斗湖山国家公园
斗湖山国家公园成立于1979年，主要是为了保护马来西亚沙巴州斗湖镇流域。它距离斗湖24公里，并拥有279.72平方公里的低地龙脑香科热带雨林，周围充满了油棕榈树和可可种植园。国家公园里有崎岖的火山景观，同时也包括温泉和壮观的瀑布。而公园内也提供野餐区、露营地和小屋。公园的最高点是由沙巴公园管理的格农马格达莱纳山（海拔1310米）。
斗湖山国家公园附近的当地居民不建议游客在晚上访问国家公园，声称公园内闹鬼，斗湖山国家公园也是马来西亚灵闹鬼地点之一。